# 부모
부모(父母) 또는 어버이는 아버지와 어머니를 동시에 부르는 말이다. 세포분열 등 무성생식을 통해 자손을 번식하는 경우에는 부모를 구별할 수 없거나 부모가 하나이다.

## 유형

### 유전적 부모
생물학적 부모는 자신에게 유전자를 물려준 사람을 말한다. 이 용어는 일반적으로 한 개인의 부모와 친부모를 구분할 필요가 있는 경우에만 사용된다. 예를 들어, 아버지가 재혼한 경우에는 아버지의 새 아내를 새어머니라고 부르고 어머니를 계속 어머니라고 부를 수 있지만, 친어머니와 거의 또는 전혀 접촉하지 않은 사람은 양부모를 어머니라고 부르고 친어머니를 그대로 또는 그녀의 이름을 따서 부를 수도 있다.

### 어머니
어머니는 임신, 출산 또는 부모의 역할로 개인을 양육함으로써 다른 개인과 모성적 관계를 맺는 여성을 말한다. 어머니의 사회적, 문화적, 종교적 정의와 역할이 복잡하고 다양하기 때문에 보편적으로 받아들여지는 정의에 맞게 어머니를 정의하는 것은 어렵다. 한 개인과 이러한 관계를 맺는 여성은 한 명 이상일 수 있으며, 대리모를 이용하면 생물학적 어머니가 두 명일 수 도 있다..

### 아버지
아버지는 자녀의 남성 부모이다. 자녀 양육에 참여하거나 자녀의 탄생에 필요한 생물학적 물질인 정자를 제공한 경우를 말한다.

### 조부모
조부모는 아버지 또는 어머니 등의 부모를 말한다. 유전적 키메라가 아닌 모든 성생식 생물은 최대 4명의 유전적 조부모, 8명의 유전적 증조부모, 16명의 유전적 고조부모 등 최대 16명의 유전적 조부모를 가지고 있다. 형제 또는 이복형제 간 근친상간과 같이 드문 경우에는 이보다 더 적은 수의 조부모가 존재하기도 한다.

## 역할

### 후견인
후견인은 다른 사람의 개인적, 재산적 이익을 돌볼 수 있는 법적 권한(및 그에 상응하는 의무)을 가진 사람이다.
대부분의 국가와 주에서는 미성년 자녀의 부모가 해당 자녀의 법적 후견인이며, 부모가 사망할 경우 법원의 승인을 받아 자녀의 법적 후견인이 될 사람을 지정할 수 있도록 규정하는 법률이 존재한다. 일부 관할권에서는 자녀의 부모가 법원의 정식 선임 없이 법적 후견인의 권한을 행사할 수 있도록 허용하고 있으며, 이러한 경우 해당 권한을 행사하는 부모를 해당 부모의 자녀에 대한 자연 후견인이라고 한다.

### 양육
양육(養育)이란 아동을 어른으로 성장하도록 돌보면서 신체적, 정서적, 사회적, 재정적, 지적 능력을 길러주는 것으로, 생물학적 관계를 떠나 아이를 키우는 과정을 말한다.

## 같이 보기
- 가족
- 아버지
- 어머니